# Huang Xiaomin
Dans ce nom chinois, le nom de famille, Huang, précède le nom personnel Xiaomin.
Pour les articles homonymes, voir Huang.
Ne doit pas être confondu avec Huang Xiaoming.
Huang Xiaomin (chinois : 黃曉敏 ; pinyin : Huáng Xiǎomǐn), née le 6 avril 1970 à Qiqihar (Heilongjiang), est une ancienne nageuse chinoise spécialiste de la brasse.

## Carrière
Aux Jeux olympiques d'été de 1988 à Séoul, elle remporte la médaille d'argent du 200 m brasse, la première médaille olympique de la Chine en natation[réf. souhaitée].